# Université Paris-Dauphine-PSL
L'université Paris-Dauphine-PSL  (stylisé sans le premier trait d'union), dite couramment Dauphine, est un grand établissement public français spécialisé dans les sciences des organisations et de la décision (management, finance, économie, droit, sciences sociales, mathématique, informatique et journalisme) créé en 1968. Il occupe les anciens bâtiments de l'Organisation du traité de l'Atlantique nord (OTAN) situé porte Dauphine, dans le 16e arrondissement de Paris.
Dauphine devient un grand établissement en 2004 et membre de la Conférence des grandes écoles en 2014. L'établissement est également membre fondateur de l'université Paris Sciences et Lettres lors de sa création en 2010.

## Histoire

### 1955-1967:  le palais de l'OTAN
L'université Paris-Dauphine est installée au palais de l'OTAN. Construit entre 1955 et 1959, le palais est d'abord le siège de l'OTAN jusqu'en 1967. D'inspiration néo-antique, qualifié d' « architecture monumentale contemporaine », le palais de l'OTAN est l'œuvre de Jacques Carlu, Grand prix de Rome d'architecture auquel on doit également le palais de Chaillot, livré pour l'Exposition universelle de 1937. Le bâtiment est construit sous la forme du « A » d'Alliance atlantique. Il est situé à proximité de l'Arc de Triomphe et du bois de Boulogne.

### 1968-2021: naissance et développement de l'université Paris-Dauphine
À la suite des évènements de mai 1968, le ministre Edgar Faure crée deux centres universitaires expérimentaux implantés à l'Est et à l'Ouest de Paris, porte de Vincennes et porte Dauphine. Près de 2 500 étudiants inaugurent le nouveau Centre universitaire Dauphine, en décembre 1968. Paris-IX Dauphine et Paris-VIII Vincennes sont conçues comme des universités expérimentales. Elles doivent mettre en vigueur les principes de la loi Faure, et notamment la rénovation pédagogique et le caractère pluridisciplinaire de la formation et de la recherche.
Les conditions de sa naissance ont marqué le caractère singulier de l'université. Dès l'origine, elle a été conçue avec très peu d'amphithéâtres. La trame régulière du bâtiment a permis de constituer de nombreuses salles de cours à partir d'anciens bureaux de l'OTAN réunis par trois.
Anne-Marie Charles, maître de conférences honoraire en maths, déclare en 2008 : « À part le grand amphi de l'état-major, il n'y a que des petites salles... ». Cela permet une pédagogie par petits groupes, et le contrôle continu. Les enseignants viennent du département d'économie de la faculté de droit d'Assas. Ils affirment ainsi l'indépendance, et une nouvelle autonomie de leur discipline. Ces orientations sont notamment formulées par les professeurs Alain Cotta, et Pierre Tabatoni. Il s'agit de s'inspirer des « formules gagnantes » anglo-saxonnes. L'unité de valeur (UV), inventée à partir du credit unit américain, est mise en place. Face à Alain Badiou, Gilles Deleuze et Félix Guattari à Paris-VIII Vincennes, Dauphine propose Jacques Delors et Jacques Attali. Ces derniers interviennent surtout dans l'UER d'économie appliquée ; aux côtés de l'UER de gestion, et de l'UER de mathématiques de la décision. Progressivement, l'économie appliquée est fondue avec la gestion ; et l'informatique de gestion rejoint les mathématiques appliquées.
Attachés à la sélection à l'entrée de leur université, de nombreux étudiants de Dauphine participent au mouvement contre la réforme Savary des universités de 1983 mais d'autres participent à leur tour trois ans plus tard à la contestation du projet de loi Devaquet.
En 2004, Dauphine obtient le statut de « Grand établissement », et devient « l'université de technologie en sciences des organisations et de la décision de Paris-Dauphine ». Ce nouveau statut autorise la sélection de ses étudiants et la fixation du coût de ses formations.
En 2009, Dauphine est la première université française à recevoir le label European Quality Improvement System (EQUIS). Cette même année est créée la Fondation Dauphine. En 2010, Dauphine est membre fondateur de Paris Sciences & Lettres.
Elle rejoint en 2014 la Conférence des grandes écoles.

### 2022-2027: projet de modernisation du campus
Depuis 2022, l'université procède à une rénovation et à la modernisation des 60 000 m2 de locaux existants et la création d'une aile supplémentaire de 4 000 m2.[réf. nécessaire]

## Formation
L'université est spécialisée dans les sciences des organisations et de la décision à travers 8 domaines d'enseignement : management, finance, économie, droit, sciences sociales, mathématique, informatique et journalisme. L'université propose 7 licences, 20 masters, 7 programmes doctoraux ainsi que la préparation à plusieurs concours administratifs, et 80 programmes en formation continue,.
Dauphine propose une licence aménagée pour les artistes, les sportifs et les entrepreneurs (environ 30 étudiants chaque année). Les étudiants suivent leur première et deuxième année de licence au sein d’un groupe dédié, sur six semestres au lieu de quatre. Le programme de cours est identique.

## Sélection
Depuis 2020, l'admission se fait via Parcoursup en licence. Les critères d'admission prennent en compte les notes et le dossier des candidats en première et terminale. En 2020, il y a eu près de 20 000 candidatures.
La sélectivité à l’entrée en master se fait à partir des notes obtenues au bac, en licence. Parmi les 5 000 étudiants en master, 1 500 sont en apprentissage[source insuffisante].
Il n'existe pas de barre d'admission à proprement parler à l'université Paris-Dauphine, puisque de nombreux critères entrent en compte dans l'évaluation de la candidature d'un bachelier. Les dossiers sont évalués en prenant en compte les notes disponibles de première et de terminale, celles du baccalauréat. La sélection s'appuie également sur l'algorithme Boléro.
Toutefois, sur la base des six cents admis en première année de licence en sciences des organisations en septembre 2020, 99,81 % ont obtenu une mention bien ou très bien au baccalauréat (dont 94,07 % de mentions très bien).

## Campus à l'étranger, programmes délocalisés, Institut pratique du Journalisme
L’université Paris-Dauphine est une composante de l'université Paris Sciences & Lettres qui figure parmi les 50 premières universités mondiales. Au delà du campus historique situé à Paris, l'université possède deux campus à Londres et Tunis, ainsi que des formations délocalisées à Francfort et Madrid et de nombreux partenariats académiques (YERUN, Alliance SIGMA etc.)

### Campus de Tunis
Ouverte en 2009, l’université Paris-Dauphine Tunis est le premier campus de l'université Paris-Dauphine à l’international. Elle propose une licence en management et gestion des organisations et une licence en mathématiques et informatique pour la décision. Elle propose également plusieurs masters.

### Campus de Londres
Depuis 2014, le campus de Londres dispense notamment le « Bachelor's in economics and management » qui est l'équivalent de la licence en sciences des organisations à Paris. La sélection s'opère parmi les bacheliers des lycées français à l'étranger, les détenteurs d'un bac international ou les A-level britanniques. Pour la 3e année, les étudiants peuvent décider de poursuivre leurs études à Londres, Paris ou dans un programme international.

### Programme délocalisé à Madrid
Dauphine ouvre l'équivalent de son programme de licence en sciences des organisations à Madrid pour la rentrée 2016 en partenariat avec l'université Charles-III.

### Double diplôme franco-allemand
Dauphine propose en partenariat avec l'université de Francfort le programme de double diplôme franco-allemand licence en gestion ou économie appliquée.

### Institut pratique du journalisme
Depuis le 27 mai 1991, l'Institut pratique du journalisme est l'une des 14 écoles reconnues en France par la profession, via le dispositif prévu par la Convention collective nationale de travail des journalistes. L'établissement a été reconnu par l'État le 28 janvier 1993. Son diplôme de journalisme est visé par le ministère de l'Enseignement supérieur et de la Recherche depuis 2004.
En septembre 2011, l'IPJ est intégré par décret à l'université Paris-Dauphine et devient l'Institut pratique du journalisme de l'université Paris-Dauphine et délivre à ses étudiants un double diplôme : un master de journalisme de l'université Paris-Dauphine, ainsi qu'un diplôme propre à IPJ. Elle accueille 96 étudiants par an pour un cursus de deux ans en master. Ce diplôme est reconnu depuis 1991 par la convention collective des journalistes.

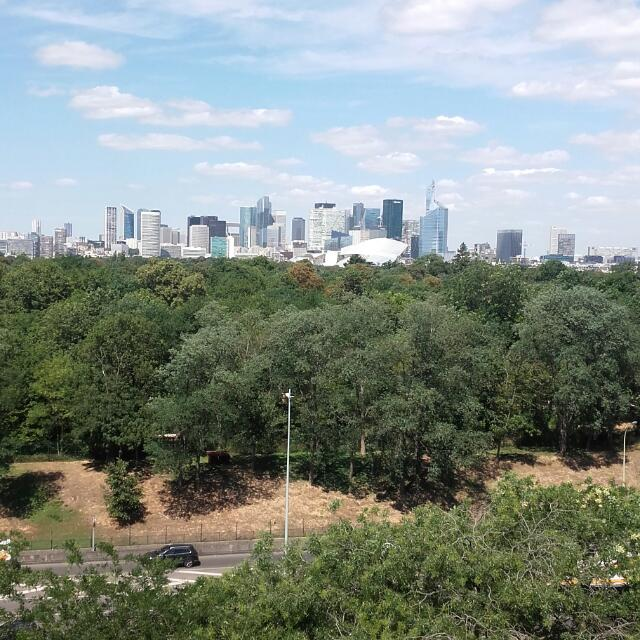
La Défense - Vue du haut de la bibliothèque de l'université Paris-Dauphine.

## ED H E C Recherche
La recherche à l'université Paris-Dauphine est organisée autour de 6 disciplines (gestion, économie, sociologie et sciences politiques, droit, mathématique et informatique) toutes centrées sur les sciences des organisations et de la décision.

## Classements et reconnaissance
L'établissement a reçu le label European Quality Improvement System (EQUIS), renouvelé en 2015, puis en 2020. L'université est présente dans les meilleurs classements mondiaux en tant que membre de Paris Sciences & Lettres (PSL).
- Classement QS World University Rankings 2024 : 24e institution mondiale et 1re institution française du classement (en tant que membre fondateur de PSL)[21]
- Classement Times Higher Education 2022 :  40e institution mondiale et 1re institution française du classement (en tant que membre fondateur de PSL)[22].
- Classement QS World University Rankings 2022 : 44e institution mondiale et 1re institution française du classement (en tant que membre fondateur de PSL)[23].
- Classement QS World University Rankings 2021 : 52e institution mondiale et 1re institution française du classement (en tant que membre fondateur de PSL)[24].
- Classement QS Graduate Employability Ranking 2017 : 2e institution française en termes d'employabilité[25].
- Classement Times Higher Education 2013 : 36e institution formant le plus de millionnaires dans le monde[26].
- Classement L'Étudiant-Stratégies 2011 : 5e formation française en marketing derrière Essec, HEC, EM Lyon et ESCP (2011)[27].

## Évolution démographique
Évolution démographique de la population universitaire 

| 2006  | 2007  | 2008  | 2009  | 2010  | 2011  | 2012  | 2013   |
| ----- | ----- | ----- | ----- | ----- | ----- | ----- | ------ |
| 7 971 | 8 482 | 8 703 | 9 260 | 9 459 | 9 717 | 9 676 | 10 237 |

| 2014  | 2015   | 2016   | 2017   | 2018   | 2019   | 2020   | 2021   |
| ----- | ------ | ------ | ------ | ------ | ------ | ------ | ------ |
| 9 507 | 10 176 | 10 818 | 11 229 | 11 101 | 11 687 | 11 068 | 11 173 |

| 2022   | - | - | - | - | - | - | - |
| ------ | - | - | - | - | - | - | - |
| 11 281 | - | - | - | - | - | - | - |

## Personnalités liées à l'université

### Présidents
Le président de l’université est élu par les trois conseils centraux : conseil d’administration, conseil des études et de la vie universitaire et conseil scientifique. Son mandat est actuellement de 4 ans, renouvelable une fois.
- Paul Didier (d) (1971-1975)
- Jean-Paul Gilli (1975-1980)
- Henri Tézenas du Montcel (1980-1984)
- Brigitte Berlioz-Houin (d) (1984-1989)
- Ivar Ekeland (1989-1994)
- Élie Cohen (1994-1999)
- Bernard de Montmorillon (1999-2007)
- Laurent Batsch (2007-2016)
- Isabelle Huault (2016-2020)
- El-Mouhoub Mouhoud (2020- 2024)
- Bruno Bouchard (d) (2024)

### Personnalités enseignant ou ayant enseigné à Dauphine
- Norbert Alter, professeur de sociologie
- Vladimir Arnold, professeur de mathématiques appliqués, auteur du théorème KAM et récipiendaire des prix Lénine, Crafoord, Heineman, Wolf et Shaw
- Jacques Attali, économiste et homme politique
- Laurent Batsch, professeur de gestion
- Anton Brender, professeur associé d'économie - directeur de la recherche économique à Dexia Asset Management
- Philippe Chalmin, professeur d'économie
- Alain Cotta
- Jacques Delors, ancien président de la Commission européenne et ministre des Finances
- Hélyette Geman, professeur de mathématique appliquée financière
- Jean-Pierre Jouyet, ancien ministre, président de l'Autorité des marchés financiers
- André Lévy-Lang, ancien président de Paribas
- Jean-Hervé Lorenzi, président du Cercle des économistes
- Pierre-Louis Lions, médaille Fields 1994
- Jean-Claude Marin, procureur général de la Cour de cassation de 2011 à 2018
- Dominique Méda, professeure de sociologie
- Yves Meyer, prix Carl-Friedrich-Gauss 2010 et prix Abel 2017
- Christian de Perthuis, professeur d'économie, fondateur de la Chaire économie du climat
- Bernard Roy, professeur de mathématiques appliquées aux sciences de gestion
- Christian Schmidt, professeur de sciences économiques
- Jean-Dominique Séval, économiste du numérique, ex-directeur général adjoint de l'IDATE
- Helmut Siekmann (de), professeur à l'université de Cologne et professeur invité à l'université de Berkeley et à Paris-Dauphine
- Melchior Wathelet, ministre d’État (Belgique)
- Rainer Klump (professeur d'economie, directeur Houses of Finance -Universität Frankfurt-

### Anciens étudiants
- Jacques Aigrain : ancien PDG de Swiss Re
- Clément Alteresco : fondateur de Morning (entreprise)
- Jacques Attali : conseiller spécial du président Mitterrand, conseiller ponctuel du président Sarkozy et premier président de la Banque européenne de développement (BERD)
- Sihem Amer-Yahia, informaticienne algérienne, médaille d'argent du CNRS en 2020
- Régis Arnoux : fondateur et président-directeur général de Catering International Services
- Diane Barrière-Desseigne : ancienne présidente-directrice générale du Groupe Lucien Barrière
- Frédéric Bedin : président du directoire de Public Système Hopscotch
- Olivier Blanchard : chef économiste du FMI
- Thierry Bolloré, directeur général du groupe Renault
- Yannick Bolloré : directeur général de Bolloré Média
- Bruno Bonnell : cofondateur d'Infogrames
- François-Xavier Clédat : ancien président-directeur général et actuel président du conseil de surveillance du groupe Spie Batignolles
- Farid Chedid : entrepreneur libanais[30]
- Christophe Chenut : ancien directeur général de Lacoste
- Élie Cohen : économiste
- Michel Combes : ancien président-directeur général de TDF, directeur général d'Alcatel-Lucent à compter du 1er avril 2013
- Édouard Courtial : député-maire, ancien secrétaire d’État
- Claude Czechowski : ancien président de CSC EMEA Sud & Ouest
- Marie Rose Dibong Biyong : informaticienne, haute fonctionnaire camerounaise
- Philippe Dupont : ancien président du Conseil de BPCE
- Nicolas Dupont-Aignan : député de l'Essonne, président du parti politique Debout la France
- Stéphanie Fontugne : dirigeante d'entreprise franco-suisse
- Faure Gnassingbé : président du Togo depuis 2005
- Faten Kallel : femme politique tunisienne
- Arnaud Lagardère : président-directeur général de Lagardère
- Bertrand Lemennicier : économiste
- Marc Levy, écrivain, auteur de best-sellers
- Hervé Mariton : député et ancien ministre
- Florent Menegaux : gérant associé commandité du groupe Michelin
- Roland Minnerath : archevêque émérite de Dijon
- Albéric de Montgolfier : avocat et sénateur
- Thierry Morin : ancien président-directeur général de Valeo
- Karim M'Ziani : juriste international français
- Eugène Nyambal, économiste camerounais.
- Nassim Nicholas Taleb : écrivain et philosophe, spécialiste de l'épistémologie des probabilités
- Raymond Ndong Sima : Premier ministre du Gabon (2012-2014 et depuis 2023)
- Hervé Novelli : député et ancien ministre
- Philippe Oddo : associé-gérant d'Oddo & Cie
- Alain Orsoni : homme politique, président de l'AC Ajaccio depuis 2008
- Garance Pardigon : journaliste et chroniqueuse
- Florian Philippot : conseiller régional, président du parti politique Les Patriotes
- François Pierson : membre du directoire d'Axa
- Bernard Ramanantsoa : ancien directeur général d'HEC Paris
- Pierre Rosanvallon : historien, professeur au Collège de France
- Geoffroy Roux de Bézieux : entrepreneur, président du Medef
- Alain Salzman : président de Marques Avenue
- Frédéric Sautet (en) : économiste
- Marie Schneegans (1993-), cofondatrice et PDG des applications mobiles Never Eat Alone et Workwell.
- Jean-Michel Severino : ancien directeur général de l’Agence française de développement
- Jean-Marc Sylvestre : journaliste économique
- Célestin Tawamba : dirigeant d'entreprise camerounais
- Jean Tirole : économiste, prix Nobel d'économie 2014
- Cédric Villani : mathématicien, médaille Fields 2010 et député (2017-2022)
- Boni Yayi : président de la République du Bénin (2006-2016)

### Docteurshonoris causa
- Roman Słowiński, professeur à l'ecole Politechnique de Poznań (Pologne) en 2001.
- Quartet du dialogue national tunisien en 2017, prix Nobel de la paix en 2015.
- Edmund Phelps, professeur à l'université Columbia et auteur de la règle d'or de Phelps
- Henry Mintzberg, professeur de management à l'Université McGill
- John Y. Campbell (en), professeur d'économie à l'université Harvard
- Oliver Hart, professeur d'économie à l'université Harvard
- Paul Joskow (en), professeur d'économie au Massachusetts Institute of Technology
- Myron Scholes, économiste et auteur de la formule d'évaluation d'options Black-Scholes et prix Nobel d'économie
- Ehud Kalai, professeur de l'université Northwestern et auteur de la solution Kalai-Smorodinsky
- Helmut Siekmann (de), professeur de l'université de Cologne et à l'université de Berkeley
- Robert Shiller, professeur de finance à Yale School of Management
- Melchior Wathelet, ministre d’État (Belgique).
- Joseph Eugene Stiglitz prix Nobel d’économie, ancien économiste en chef de la Banque mondiale
- Fred S. Roberts (en), professeur à l'université Rutgers.